# NGC 7299
NGC 7299 est une galaxie spirale barrée relativement éloignée et située dans la constellation de la Grue. Cette galaxie a été découverte par l'astronome britannique John Herschel en 1834.
La classe de luminosité de NGC 7299 est III.
La vitesse de NGC 7299 par rapport au fond diffus cosmologique est de 8 762 ± 43 km/s, ce qui correspond à une distance de Hubble de 129,2 ± 9,1 Mpc (∼421 millions d'al).